# HA Schult
HA Schult (24 de junio de 1939 en Parchim con el nombre de Hans-Jürgen Schult) es un artista alemán, particularmente conocido por sus actividades en el arte de acción y de objeto. Estudió de 1958 a 1961 en la Academia de Bellas Artes de Dusseldorf. Muchas de sus obras de acción fueron realizadas conjuntamente con Elke Koska y a partir del año 2009 con Anna Zlotovskaya. HA Schult es padre del director de cine y televisión Kolin Schult y vive desde 1990 en Colonia.
HA Schult participó con su “Biokinetische Landschaft” (Paisaje Biocinético) en Documenta V en Kassel en el año 1972 y como artista en Documenta VI en 1977.
Durante las elecciones del Bundestag de 2009, Schult se comprometió abiertamente en la reelección de Angela Merkel para la cancillería.

## Obras
- Flügelauto (Coche con Alas): Un coche como un pájaro dorado. Creado en 1991 en el marco de la acción “Fetisch Auto” (Coche Fetiche) en Colonia. La obra está ubicada hoy en el techo del Kölnischer Stadtmuseum (Museo de la Ciudad de Colonia). El exalcalde de Colonia, Antwerpes solicitó que se retirara el coche por indicación de la Protección de Monumentos, pero el ministerio correspondiente aceptó una permanencia “transitoria” de éste (que perdura hasta la fecha).

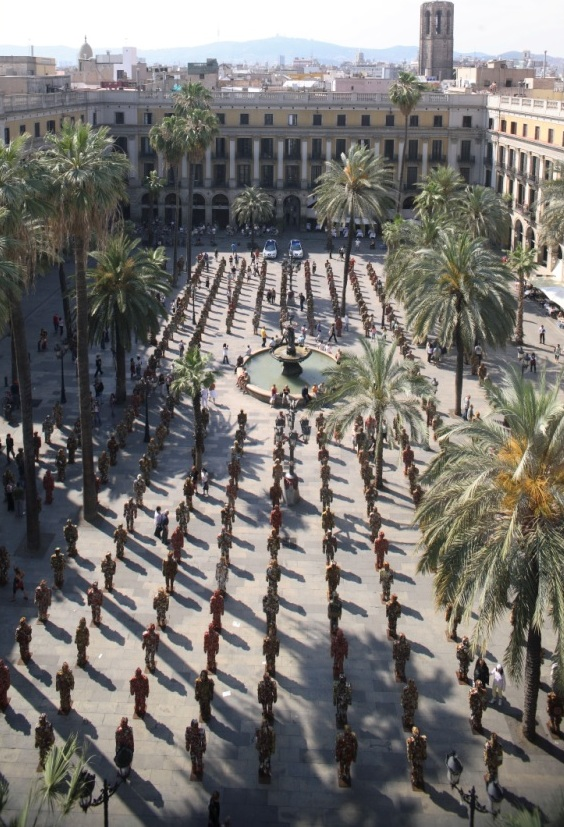
Barcelona Trash People 2007

- Trash People (Ejército de Chatarra): Trash People comenzó su gira mundial en 1996 en Xanten y se expuso en París y Moscú (1999) y en la Gran Muralla China (2001). Luego se presentó en El Cairo y Guiza (2002), Zermatt (2003), el Castillo Kilkenny (2003), Gorleben (2004) y en Bruselas en 2005. Hasta el 1 de mayo de 2006, las mil figuras de chatarra comprimida de 1,80 metros de altura podían verse en el Roncalliplatz, la plaza ubicada delante de la Catedral de Colonia, y luego fueron trasladadas a las cercanías del Puente de Brooklyn en Brooklyn, Nueva York y la Antártida. Trash People también se presentó en la Piazza del Popolo en Roma. A partir del 4 de junio de 2007, colonizó la Plaza Real de Barcelona, al lado de las Ramblas. También estuvieron en Siracusa. El valor de cada figura individual es, según GEW, de unos 2 euros de valor calórico.

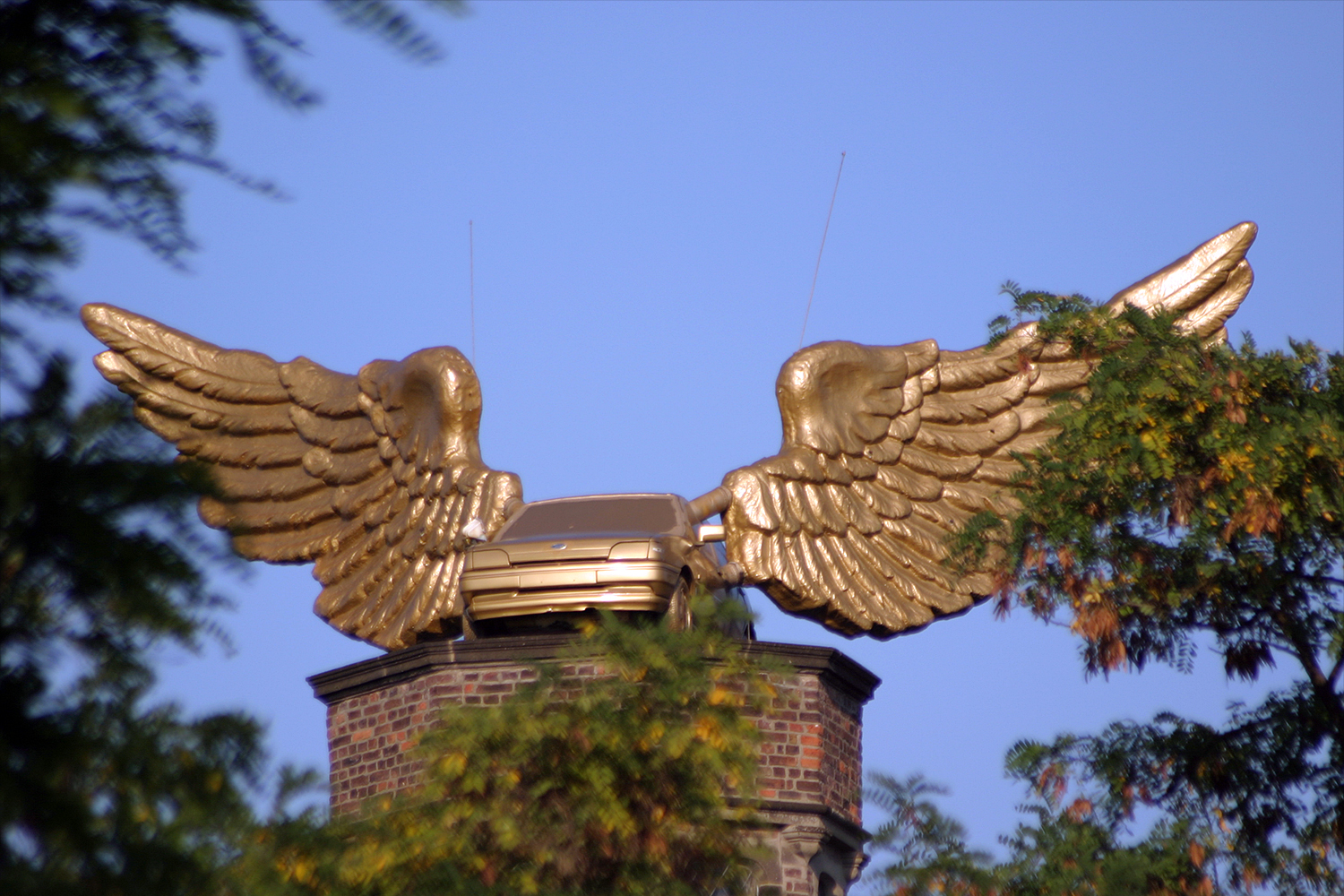
Flügelauto

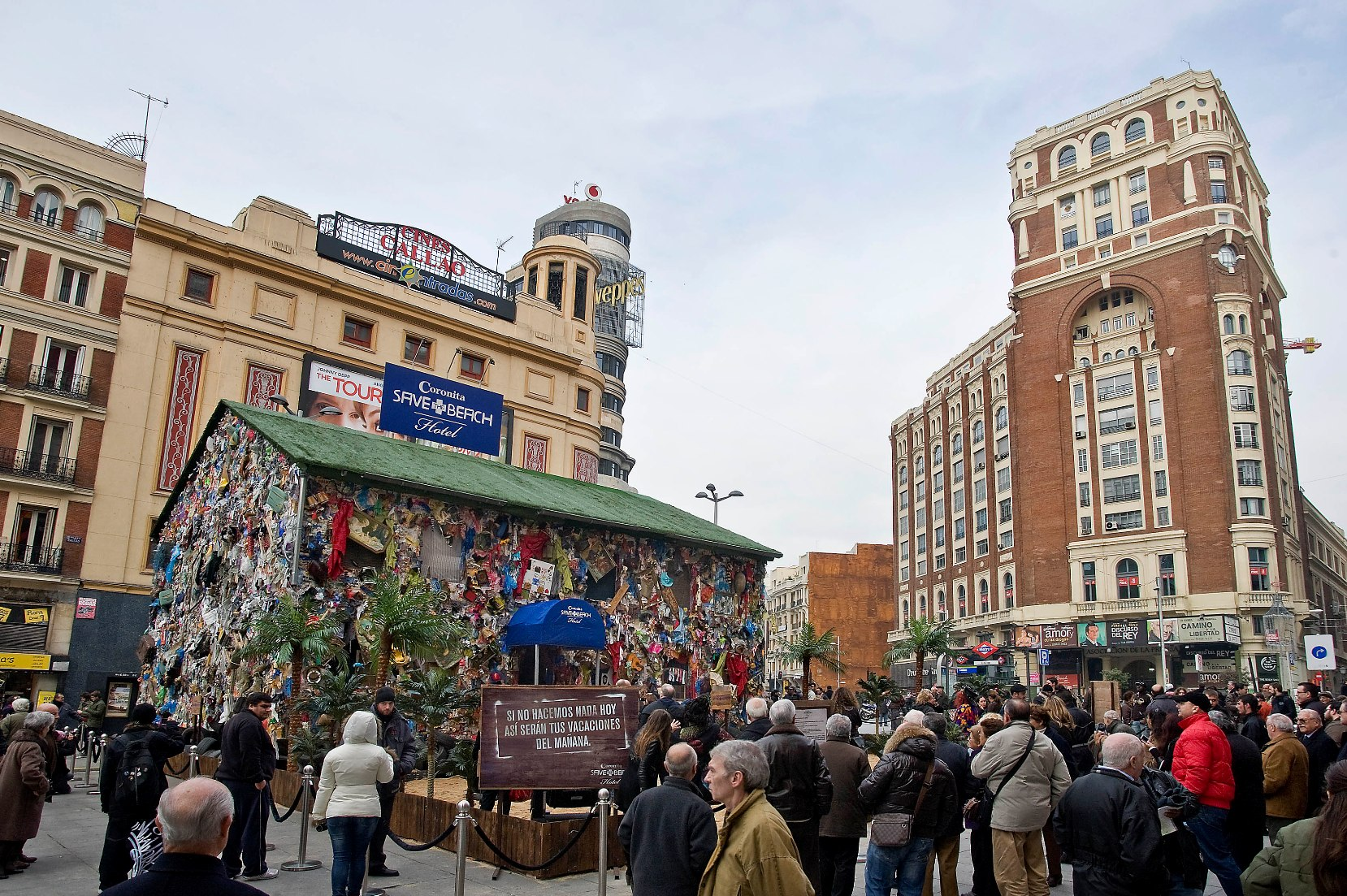
Madrid 2011 Save the Beach Hotel of HA Schult

- Hotel Europa: Las ruinas del hotel conocido como “Kaiserbau” de la empresa constructora Franz Kaiser en la autopista A 59 de Troisdorf fueron convertidas por Schult en 1999 en el “Hotel Europa”. Ciento treinta reproducciones de personalidades conocidas de gran tamaño adornaron la fachada de la estructura originaria de la década de los 70. El proyecto había sido planteado originalmente como una instalación a largo plazo y una atracción turística, sin embargo, como las visitas pronosticadas no se cumplieron, la ciudad de Troisdorf dio por finalizado el contrato de uso con Schult después de un año. La construcción fue finalmente dinamitada el 13 de mayo de 2001. La instalación se guardó en unos depósitos.

- Trees for Peace (Árboles de la Paz): Miles de deseos de paz dibujados, escritos y fotografiados fueron colgados por HA Schult en los abedules de los terrenos de Zeche Zollverein en Essen.

- Love Letters (Cartas de Amor): La mitad de unos 100.000 testimonios de amor obtenidos mediante llamadas en toda Alemania se expusieron en un salón del viejo edificio de correos (Postfuhramt) de Berlín y el exterior del edificio se revistió con 5.000 ejemplares ampliados en hojas transparentes especiales.

## Citas
- La libertad de una empresa es tan grande como la que le otorga a su arte.

- Producimos basura, nacemos de la basura y nos convertiremos en basura.
- El arte no puede hacer políticas, ni química, ni medicina. Pero el espectador de arte sí puede hacerlas.

## Enlaces
- Wikimedia Commons alberga una galería multimedia sobre HA Schult.
- Página web oficial
- Trees for Peace (Árboles de la Paz)
- Trash People en Colonia, vista general en QuickTime VR
- Webcam del Globo de Colonia (Kölner Kugel) de HA Schult en el techo de la central de DEVK en Colonia
- Premio ecológico otorgado a HA Schult y DEVK Versicherungen
- Save the beach 2010

- Datos: Q314050
- Multimedia: HA Schult / Q314050